# Greg Emslie
Greg Emslie es un surfista profesional nacido el 29 de noviembre de 1976 en East London, Provincia Oriental del Cabo, Sudáfrica. Es conocido en el circuito surfista como Big Foot.

## Carrera profesional
Greg Emslie comenzó a surfear a la edad de 7 años y a competir con 13 años. Tras ganar los S.A. Schools Championships y los World Grommit Championships para menores de 18 años en Bali. En 1994 ingresa en las WQS de la ASP donde gana en tres eventos antes de ascender al ASP World Tour.

## Victorias
Victorias fuera del Foster's ASP World Tour:
- 1998

- Reef Brazil Classic - Brasil (ASP WQS)
- Yop Reunion Pro, St Leu - Islas Reunión (ASP WQS)
- Kaiser Summer Surf, Rio de Janeiro - Brasil (ASP WQS)